# Even Johansen
Even Johansen (Fredrikstad, 22 augustus 1988) is een Noors langebaanschaatser.

## Persoonlijk records
| Afstand      | Tijd     | Datum            | Baan           |
| ------------ | -------- | ---------------- | -------------- |
| 500 meter    | 36,01    | 6 november 2010  | Hamar          |
| 1000 meter   | 1.10,89  | 27 februari 2010 | Hamar          |
| 1500 meter   | 1.49,79  | 31 oktober 2010  | Stavanger      |
| 3000 meter   | 4.03,14  | 19 augustus 2007 | Salt Lake City |
| 5000 meter   | 7.00,72  | 13 januari 2008  | Hamar          |
| 10.000 meter | 15.39,49 | 15 december 2007 | Bjugn          |

## Resultaten
| Jaar | WK Sprint | Wereldbeker | WK Junioren          |
| ---- | --------- | ----------- | -------------------- |
| 2007 |           |             | NC47 (27, 49, 27, -) |
| 2008 |           |             | 21 (14, 20, 15, 22)  |
| 2009 |           |             |                      |
| 2010 |           | 38e 1000m   |                      |
| 2011 | NC40      |             |                      |